# Almerich Grafendorfer
Almerich Grafendorfer (Amelrich) (* vor 1251; † 1267) war vierter Bischof von Lavant.
Almerich Grafendorfer entstammte einer in Friesach ansässigen Salzburger Ministerialenfamilie. Er trat dem Zisterzienserorden bei, war von 1251 bis 1265 Abt des Stiftes Rein und wurde 1265 durch den Salzburger Erzbischof Ulrich zum Bischof von Lavant ernannt. Almerich weihte drei Altäre im Stift Vorau und nahm 1267 an der Provinzialsynode in Wien teil. Er starb bereits nach zweijähriger Regierungszeit.